# Nodutus
Nodutus, Nodotos ou Nodatus (du latin «nodo», nouer) était le dieu qui aurait, selon saint Augustin (La cité de Dieu, IV.8), présidé à la création des nœuds dans la tige des épis de blé.